# Guido Molinelli
Guido Molinelli (Chiaravalle, 27 settembre 1894 – Roma, 6 gennaio 1964) è stato un politico italiano.

## Biografia
Iscritto sin da giovane al Partito Socialista Italiano, nel 1920 partecipa attivamente alla rivolta dei Bersaglieri ad Ancona. In questo periodo collabora con i giornali L'Avanti e il locale Bandiera rossa.
Nel 1921 aderisce alla mozione del XVII Congresso del Partito Socialista Italiano di Livorno che sancisce la nascita del Partito Comunista d'Italia; nello stesso anno è nominato segretario della Camera del lavoro di Macerata.
Nel 1922 fa parte degli Arditi del popolo e viene arrestato poco prima dell'occupazione fascista di Ancona con l'accusa di attività sovversiva.
Nel 1924 viene eletto alla Camera dei deputati del Regno d'Italia, ma viene arrestato nel 1926 e confinato a Ustica con Antonio Gramsci. Con sentenza n. 39 del Tribunale speciale per la difesa dello Stato  in data  17 ottobre 1927 fu condannato "a anni quattordici e mesi quattro anni di detenzione, a lire 7.200 di multa ed a tre anni di vigilanza speciale della P.S.".  La detenzione iniziata con l'arresto in data 26 novembre 1926 si conclude dopo quasi sei anni il 12 novembre 1932, quando  viene liberato a seguito  dell'indulto concesso in occasione del decennale della marcia su Roma. Arrestato nuovamente nel 1940, dopo l'Armistizio del 1943, trova riparo a Bari dove partecipa al primo congresso nazionale dei Comitati di liberazione.
Sottosegretario al Ministero dell'industria e commercio nel secondo Governo Bonomi, nel 1945 è dapprima deputato della Consulta, successivamente dell'Assemblea Costituente e poi Senatore di diritto nella I legislatura. Rieletto nella II, diventa sindaco della sua città natale.
Muore a Roma nel 1964.

## Archivio
La documentazione è conservata dall'Istituto regionale per la storia del movimento di liberazione delle Marche di Ancona e depositate probabilmente da parte dei suoi familiari, subito dopo la sua costituzione.
Le carte riguardano il secondo dopoguerra e la attività di Molinelli come politico. Sono presenti relazioni ed inchieste sulla situazione politico economica italiana. Alcune carte riguardano articoli scritti per il giornale Bandiera Rossa nei primi anni Venti. Il fondo conserva anche alcune riviste.